# Histoire de l'oblast de Magadan
Pour des articles plus généraux, voir Oblast de Magadan et Kolyma.
L'histoire de l'oblast de Magadan, région de l'Extrême-Orient russe et sujet de la Russie en tant qu'oblast de Magadan, commence avec des peuplements préhistoriques par différents peuples paléo-Sibériens dès le paléolithique supérieur. La région est découverte au milieu du XVIIe siècle, et elle est progressivement annexée pendant cette période par Iakoutsk au tsarat de Russie. La région connaît cependant son essor qu'au début du XXe siècle, lorsque de l'or est découvert dans la région. Le pouvoir soviétique, inspiré par la ruée vers l'or du Klondike, fait de même et développe la région, surtout avec l'aide des goulags, ces camps de travail infâmes qui parsemaient la région. Dans les Récits de la Kolyma, Varlam Chalamov décrit son expérience dans ces camps aux conditions climatiques extrêmes, et aujourd'hui la Kolyma, la région où se situe l'oblast rappelle cette histoire tragique. Depuis la dislocation de l'URSS, l'économie de la région s'est effondrée avec l'arrêt des subventions, sa population a chuté de plus de deux tiers. Aujourd'hui, le déclin a ralenti et les perspectives économiques sont là, avec la découverte d'importants gisements dans la région.

## La région autochtone
Les plus vieilles traces de peuplement dans l'oblast de Magadan remontent au Paléolithique supérieur, avec différents sites. On retrouve dans la région de la Haute-Kolyma un site datant d'il y a 20 à 11 mille ans, avec des restes de bifaces, tout comme un autre site d'il y a 16 à 11 000 ans. Mais la première trace est celle de la culture Soumnagine (ru), venant de la Iakoutie, qui date d'il y a 27 000 ans, et qui a fini vers il y a 11 000 ans. D'autres cultures ont ensuite pris le relais ; Ouolba d'il y a 8,8 à 8,3 mille ans ainsi que la culture Siberdik, d'il y a 9,5 à 6,3 mille ans.
Dans la Haute-Kolyma, dans la Haute-Omolon et sur les rives de la mer d'Okhotsk, le Néolithique est apparu au Ve millénaire av. J.-C., et s'est fini vers le IIe millénaire av. J.-C. Est venu ensuite l'Âge du bronze, venu de la région du Baïkal, avec comme site celui de Bolchoï Elgakchan, remontant au IIe millénaire av. J.-C.
On retrouve au Ier millénaire av. J.-C. la culture Tokareva, qui a commencé au VIIe siècle av. J.-C. pour se terminer au Ve siècle. Pendant cette époque, de nombreux villages apparurent sur la côte (baie de Taouï, baie de Gijin, péninsule de Koni), avec les premières maisons. Elles faisaient entre 6 et 8 mètres de long, avec une étroite ouverture, et donnaient sur la mer.
Au Ve siècle, l'âge de fer commence, en provenance de la Iakoutie d'une part mais aussi du Primorié en longeant la côte de la mer d'Okhotsk. Les maisons s'élargissent (10 à 29 mètres de long), avec parfois plusieurs salles. Dans les vestiges ont été retrouvés des items de la culture Dorsetet et culture Katchemak, venant d'Alaska. Les vases et les textiles se répandent à cette époque.
Au début du IIe millénaire, la production d'outil en os supplante celle de produits en pierre. Les harpons, flèches, lances mais aussi aiguilles ou peignes se répandent dans la région, tous comme les couteaux qui eux sont en fer. Une économie apparait entre les tribus, se basant sur la chasse à la baleine, aux phoques, à la pêche, mais aussi à la cueillette.
C'est aussi de la fin du premier millénaire jusqu'au début de ce millénaire que les Youkaguirs, venant des régions du Ienisseï, Saïan, Aldan et Viliouï se sont installés dans la vallée de la Kolyma, mais du Xe au XIIe siècle, les Toungouses les repoussent vers l'Arctique. Les Toungouses déplacent aussi les Koriaks vers la Penjina et le Kamtchatka, tandis qu'eux s'installent dans la région.

## Époque soviétique

### Dalstroï

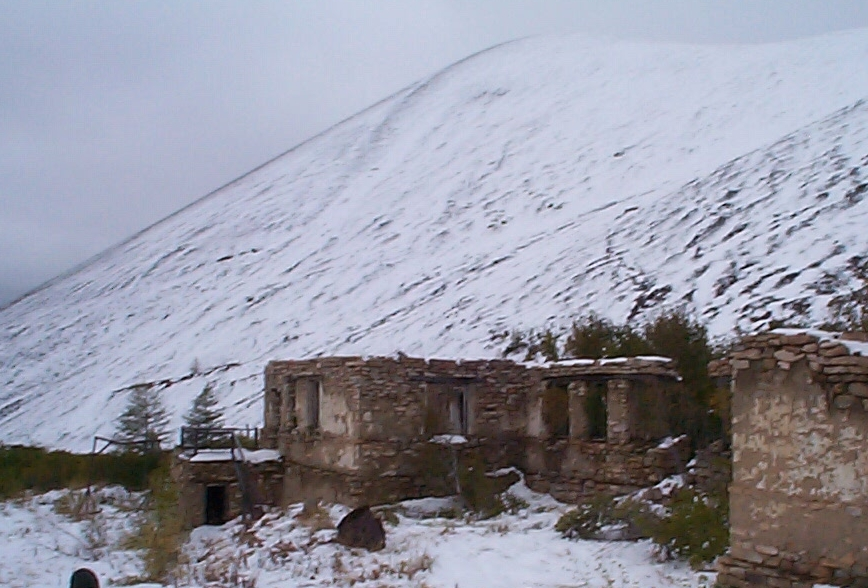
Ruines du camp de Boutougytchag.

Les ressources considérables du sous-sol en matières premières, notamment la richesse des filons d'or et d'argent, les veines d'étain, et les dépôts de tungstène, poussèrent les autorités soviétiques sous Staline à charger l'organisation Dalstroï à développer le creusement des mines et l'aménagement des réseaux de transport en exploitant la main d’œuvre du Goulag. Puis à la mort de Staline, la dissolution de Dalstroï poussa l'administration régionale à reprendre ces responsabilités. La première tâche fut de remplacer le travail forcé par des emplois salariés, la main d’œuvre étant attirée par les perspectives d'expansion économique rapide de la région, en particulier les mines d'or.
Entre 1933 et 1938 se trouvait au nord du village de Iagodnoïe le plus grand d'exécution de la Kolyma; Serpantinka.

### L'oblast soviétique
L'oblast de Magadan a été institué le 3 décembre 1953 dans ce qu'on appelait alors populairement la Kolyma.
Le district autonome de Tchoukotka était autrefois subordonné administrativement à l’oblast de Magadan, mais il a proclamé son autonomie en 1991.